# Calw (stad)
Calw ([kalf]) is een plaats in de Duitse deelstaat Baden-Württemberg. Het is de Kreisstadt van het Landkreis Calw. De stad telt 23.716 inwoners.

## Geografie
Calw heeft een oppervlakte van 59,88 km² en ligt in het zuidwesten van Duitsland.

## Geboren in Calw
- Ulrich Rülein von Calw (1465–1523), humanist en arts
- Hermann Hesse (1877-1962), Zwitsers schrijver, dichter en Nobelprijswinnaar (1946)
- Heinz Wolfgang Schnaufer (1922-1950), Duits nachtpiloot
- Peter Lehmann (1950-), gespecialiseerd pedagogisch werker en auteur.
- Chantal Hagel (1998), voetbalster

## Foto's

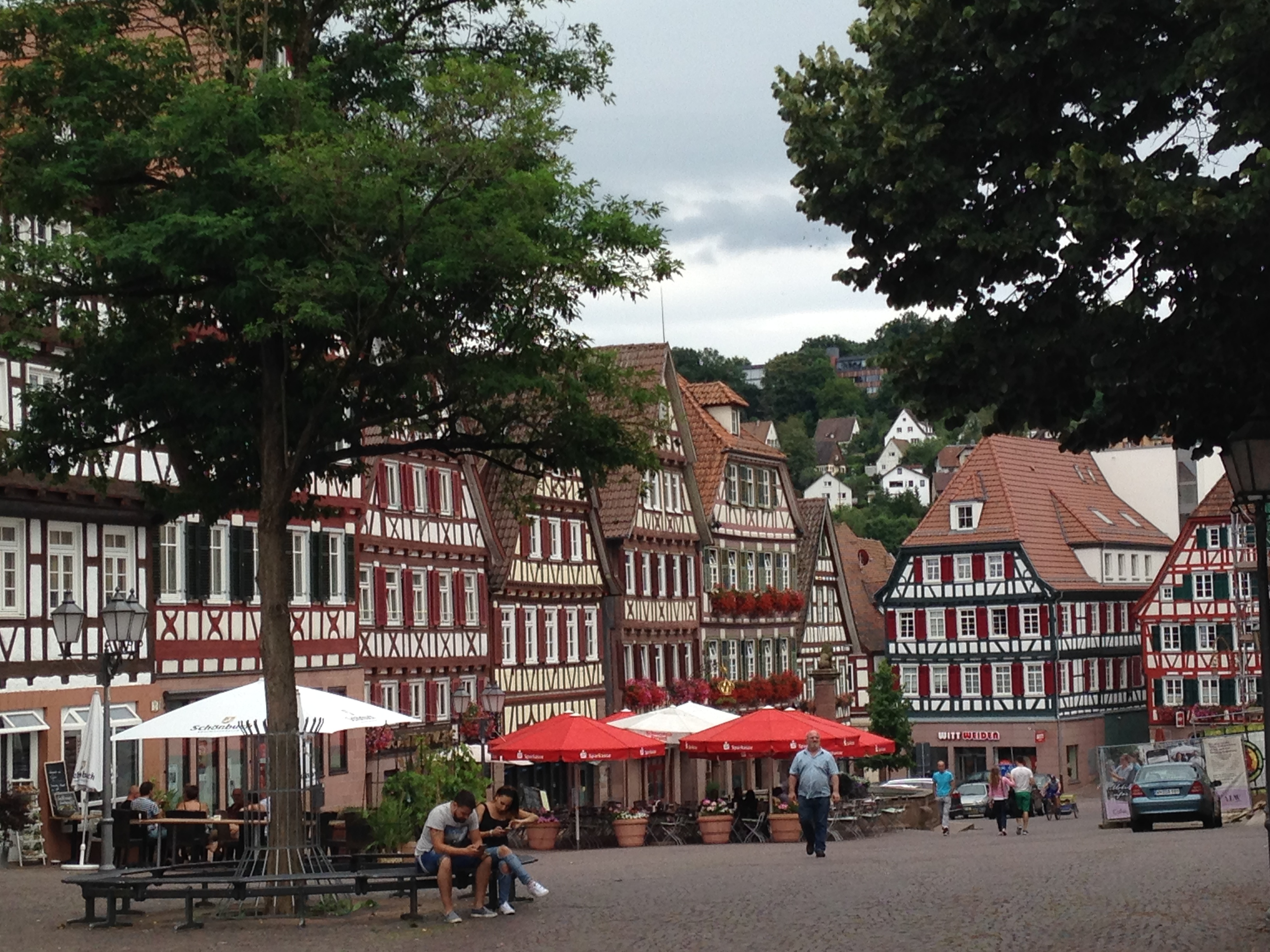
Het centrum van Calw

Altensteig ·
Althengstett ·
Bad Herrenalb ·
Bad Liebenzell ·
Bad Teinach-Zavelstein ·
Bad Wildbad ·
Calw ·
Dobel ·
Ebhausen ·
Egenhausen ·
Enzklösterle ·
Gechingen ·
Haiterbach ·
Höfen an der Enz ·
Nagold ·
Neubulach ·
Neuweiler ·
Oberreichenbach ·
Ostelsheim ·
Rohrdorf ·
Schömberg ·
Simmersfeld ·
Simmozheim ·
Unterreichenbach ·
Wildberg